# Bruce Mather
Bruce Mather (ur. 9 maja 1939 w Toronto) – kanadyjski kompozytor, pianista i pedagog.

## Życiorys
W latach 1953–1959 studiował w Królewskim Konserwatorium Muzycznym w Toronto grę fortepianową u Alberta Guerrero oraz teorię muzyki i kompozycję u Oskara Morawetza, Godfreya Ridouta i Johna Weinzweiga. Następnie w latach 1959–1962 kontynuował studia w Konserwatorium Paryskim pod kierunkiem Dariusa Milhauda (kompozycja), Simone Plé-Caussade (kontrapunkt i fuga), Oliviera Messiaena (analiza muzyczna) i Lazare’a Lévy’ego (fortepian). W 1960 uczestniczył w Międzynarodowych Letnich Kursach Nowej Muzyki w Darmstadcie, podczas których był w kontakcie z Pierre’em Boulezem. W 1964 uzyskał tytuł Master of Arts (MA) na Uniwersytecie Stanforda, a w 1967 tytuł doktora (DMus) na Uniwersytecie w Toronto.
W 1966 został profesorem kompozycji, analizy muzycznej i harmonii na montrealskim Uniwersytecie McGilla, gdzie wykładał aż do odejścia na emeryturę w 2001. W latach 1978–1979 był także profesorem wizytującym w Konserwatorium Paryskim.
W latach 80. prowadził kameralny zespół muzyki współczesnej (McGill Contemporary Music Ensemble). Jako pianista występował głównie z repertuarem współczesnym, także w duecie fortepianowym ze swoją żoną Pierrette LePage.
Jest dwukrotnym laureatem prestiżowej kanadyjskiej nagrody przyznawanej kompozytorom współczesnej muzyki kameralnej – Prix Jules-Léger – za Musique pour Champigny (1979) i za Yquem (1993). W 2000 roku został nagrodzony za całokształt twórczości Nagrodą Serge’a Garanta, ufundowaną przez Fundację Émile’a Nelligana.

## Twórczość
W twórczości Mathera wyraźnie odczuwalny jest wpływ kultury francuskiej, zwłaszcza poezji. W jego kompozycjach na pierwszy plan wysuwają się sensualne walory brzmieniowe nowoczesnego języka dźwiękowego. Od końca lat 70. komponuje utwory mikrotonalne, wykorzystując między innymi ćwierćtonowe różnice stroju pomiędzy takimi samymi instrumentami lub naturalne niuanse intonacyjne w instrumentach dętych i smyczkowych .

## Wybrane kompozycje
(na podstawie materiałów źródłowych )

### Utwory orkiestrowe
- Koncert fortepianowy, 1958
- Elegy, na saksofon altowy i orkiestrę smyczkową, 1959
- Symphonic Ode, 1964
- Orchestral Piece 1967, (wersja na wielką orkiestrę, 1966–1967)
- Ombres, 1967
- Music for Vancouver, na małą orkiestrę, 1969
- Musique pour Rouen, na 12 instrumentów smyczkowych, 1971
- Musigny, na wielką orkiestrę, 1980
- Scherzo, na małą orkiestrę, 1987–1988
- Dialogue pour Trio Basso et Orchestre, na altówkę, wiolonczelę, kontrabas i orkiestrę, 1988
- Tallbrem Variations, na 5 perkusji i orkiestrę, 1994
- Quarts de Chaume, na orkiestrę smyczkową, 1998

### Utwory kameralne
- Sonata na 2 fortepiany, 1970
- Muzyka na organy, róg i gongi, 1973
- Mandola, na mandolinę i fortepian, 1974
- Eine kleine Bläsermusik, na flet, obój, klarnet, rożek francuski i fagot, 1975
- Clos de Vougeot, na 4 perkusje, 1977
- Coulée de serrant, na harfę i fortepian, 1980
- Gattinara, na altówkę i perkusję, 1982
- Elegy, na flet, flet altowy, wiolonczelę, fortepian i perkusję, 1983
- Barbaresco, na altówkę, wiolonczelę i kontrabas, 1984
- Clos d’audignac, na marimbę solo i 3 perkusje, 1984
- Viola Duet, na 2 altówki, 1987
- Standing Wave, na klarnet, wiolonczelę, fortepian i perkusję, 1994
- Advanced Harmony, na zespół instrumentów dętych drewnianych, 1995
- Quintette, na klarnet i kwartet smyczkowy, 1995
- Quatre Études, na cymbały i marimbę, 1996
- Doisy Daëne, na flet i fortepian, 1997
- Violin Duet, na 2 skrzypiec, 1998
- Quintet na 4 saksofony i fortepian, 1999
- Sancerre, na harfę i klawesyn, 1999
- Four Études, na 6 perkusji, 2001
- Trio na skrzypce, wiolonczelę i fortepian, 2002
- Music for San Francisco, na wiolonczelę i zespół, 2005
- For Amie Watson, na wibraforn, dzwony rurowe i 13 krowich dzwonków, 2006

### Utwory mikrotonowe
- Régime Onze, na 2 fortepiany, 1978
- Ausone:
  - wersja A, na flet solo, 1979
  - wersja B, na flet i 2 harfy, 1979
  - wersja C, na flet, 2 harfy, 2 gitary i sekstet smyczkowy, 1979
- Sassicaia, na klarnet i fortepian, 1981
- Poème du délire, na 3 fortepiany, 1982
- Señorio de Sarria, na 2 gitary, 1985
- Vouvray, na obój i harfę, 1986
- Aux victimes de la guerre de Vendée, na róg, 2 fortepiany i taśmę, 1990
- Saumur, na klawesyn, 1990
- Yquem, na 4 fale Martenota i 4 fortepiany, 1991
- Romance, na fagot i syntezator, 1992
- Deux Pièces pour Ondes Martenot et piano en seizièmes de ton, na fortepian szesnastotonowy i fale Martenota, 2004
- 65 Takte für Robert Aitken, na 2 flety, 2004

oraz pięcioaktowa opera La princesse blanche z librettem Renalda Tremblaya wg R.M. Rilkego (1993), a także liczne utwory wokalne, wokalno-instumentalne i na instrumenty solowe.